# Spółka cicha
Spółka cicha – forma działalności gospodarczej, która w przeszłości była uregulowana przepisami kodeksu handlowego z 27 czerwca 1934, ale wprowadzenie w życie kodeksu cywilnego z roku 1964 regulacje te uchyliło. Oznacza to, że osoby tworzące spółki ciche stosować się muszą do tzw. przepisów ogólnych, które siłą rzeczy nie są w stanie odnieść się do szczególnych przypadków, mogących zajść w takich spółkach. Umowa spółki cichej, będąca umową o wspólne przedsięwzięcie -  jest przykładem umowy nienazwanej, to znaczy takiej, której specyfika odbiega nieco od skodyfikowanych w prawie umów, ale nie posiada szczegółowych regulacji. Inne przykłady umów nienazwanych to umowa franchisingowa albo umowa know-how. Zazwyczaj umowy nienazwane po pewnym czasie znajdują swoje umocowanie prawne (tak było w Polsce np. z leasingiem), w przypadku spółek cichych stało się jednak odwrotnie: umocowania te zostały zlikwidowane.

## Istota spółki cichej
Istota spółki cichej opiera się na wniesieniu przez wspólnika cichego, dysponującego majątkiem rzeczowym lub finansowym, wkładu (niekiedy w postaci wkładu własnej pracy) na rzecz drugiego wspólnika (jawnego), prowadzącego przedsiębiorstwo lub inną działalność zarobkową we własnym imieniu. Wspólnik cichy w zamian za swój wkład uczestniczy w zyskach tej działalności, nie ujawniając jednak się na zewnątrz, nie mając też praw do majątku tej spółki. Udział wspólnika cichego nie prowadzi do utworzenia jakiegokolwiek rodzaju wspólnoty ze wspólnikiem jawnym - ani rzeczowej, ani majątkowej, ani osobowej. Wspólnik cichy nie odpowiada też za zobowiązania spółki wobec wierzycieli. Spółka taka jest po prostu odmianą umowy cywilnoprawnej dwóch stron. Charakter tego rodzaju spółek ogranicza zakres ich racjonalnego istnienia do przedsiębiorstw małych lub co najwyżej średniej wielkości.

## Uprawnienia i obowiązki wspólników

### Wspólnik cichy
Według zniesionych w 1964 przepisów II księgi kodeksu handlowego, wspólnik cichy miał: 
- prawo do udziału w zysku przedsiębiorstwa (w stopniu określonym w umowie, przy czym jeżeli umowa nie poruszała tej kwestii, wspólnik cichy uczestniczył w zysku w stosunku odpowiadającym tzw. "słuszności", czyli po prostu sprawiedliwie);
- prawo dochodzenia zysku na drodze sądowej, jeżeli wspólnik jawny uchylał się od jego obliczenia lub wypłaty;
- prawo do przeglądu ksiąg i dokumentów celem sprawdzenia rzetelności bilansu rocznego;
- prawo do otrzymania odpisu bilansu rocznego;
- prawo do żądania odszkodowania w wypadku rozwiązania spółki;
- wypowiedzenia spółki zawartej na czas nieoznaczony na sześć miesięcy przed końcem roku obrotowego;
- prawo do zgłoszenia do masy upadłościowej roszczenia z tytułu nadwyżki wpłaconego wkładu ponad swój udział w stratach.

Do obowiązków wspólnika cichego, oprócz wymienionego wyżej wniesienia wkładu gotówkowego, niepieniężnego, czy też wkładu w postaci pracy, należało (jeżeli umowa nie stanowiła inaczej) uczestniczenie w stratach przedsiębiorstwa w stosunku odpowiadającym "słuszności", przy czym udział ten nie mógł przekraczać wartości umówionego wkładu; dotyczyło to również sytuacji, kiedy wkład nie zdążył być jeszcze wpłacony w całości.

### Wspólnik jawny
Wspólnik jawny, jak wspomniano, miał prawo do wkładu od wspólnika cichego i ewentualnego zatrzymania tej jego części, która potrzebna jest na pokrycie straty, a w zamian miał obowiązek udostępniać wspólnikowi cichemu dokumentację spółki, a w szczególności wypłacać mu sprawiedliwy ("słuszny") udział w swoich zyskach.
Kodeks handlowy w części obowiązującej do 1964 pomijał milczeniem kwestię, w jakiej formie ma być zawarta spółka cicha. Naturalne jest jednak, że celowe było zawieranie tego rodzaju umowy w formie pisemnej ze względu na możliwość udowodnienia treści jej postanowień w razie sporu.

## Spółka cicha obecnie
Spółki ciche na zasadach analogicznych do opisanych wyżej, mogą być i bywają zawierane również i dziś, choć ze względu na wspomniany brak umocowań prawnych w kodeksie spółek handlowych celowe jest szczegółowe opisanie wszystkich praw i obowiązków stron takiej umowy, nie pozostawiając wątpliwości w sprawach np. "słusznego", czy też sprawiedliwego udziału w zyskach, albo terminów i sposobów wypłat udziału w zyskach itp.